# 傑伊·古爾德
杰伊·古尔德（英語：Jason "Jay" Gould，1836年5月27日—1892年12月2日）是一位領先的美國鐵路開發商和投資者。他被描繪成鍍金時代無情的強盜貴族之一，他在商業上的成功使他成為他那個時代最富有的人之一。他當時常受到憎恨和辱罵。